# Абд аль-Ваххаб ібн Абд ар-Рахман
Абд аль-Ваххаб ібн Абд ар-Рахман (араб. عبد الوهاب بن عبد الرحمن; бл. 747/748 — бл. 823) — 2-й імам Держави Рустамідів в 785—823 роках.

## Життєпис
Походив з династії Рустамідів. Син імама Абд ар-Рахмана та представниці племені Бану-Іфран. Народився 747 або 748 року. Освіту здобув під орудою свого батька. 785 року після смерті батька успадкував владу, проте перша письмова згадка про Абд аль-Ваххаба як імама припадає на 788 рік.
Захоплення Ідрісидами у 790 році Тлемсену, де панували Іфраніди, позбавив імам небезпеки з заходу. Слідом за цим став підкорювали незалежні берберські племена на південь та південний схід, плануючи обійти володіння Аббасидського халіфату напівколом. Також уклав військовий союз з Кордовським еміратом.

Володіння Абд аль-Ваххаба

З встановленням в Іфрікії династії Аглабідів деякий час дотримувався з ними мирних стосунків, але зрештою перейшов у наступ у напрямку Триполітанії, яку майже всю підкорив, окрім узбережжя. 811 року після низки кампаній уклав мирний договір з аглабідським еміром Абдаллахом I, чим був зафіксовано завоювання Абд аль-Ваххаба попередніх років. Того ж року вимушений придушувати повстання берберів-зената.
Нові спроби у 815 та 820—823 роках розширити володіння коштом Аглабідів виявилися невдалими. Водночас намагався дотримуватися миру з Ідрісидами і Сулейманідами на заході. Союзником залишалися Мідрариди.
823 року після смерті ас-Самха, намісника Триполітанії, його син Халаф самовільно зайняв цю посаду. При цьому отримав підтримку місцевих ібадитів, оскільки був онуком імама Абу'л-Хаттаба. Війська Абд аль-Ваххабаба не змогли його приборкати. Сам імам помер невдовзі після цього. Трон спадкував син Афлах.

## Творчість
Є автором «Масаїл Нафусах», збірки щодо питань ісламської юриспруденції.